# 오리온자리 피
오리온자리 피(φ Ori)는 오리온자리 방향에 있는 두 항성계를 묶어 부르는 명칭이다. 오리온자리 피를 구성하는 항성계는 오리온자리 피1과 오리온자리 피2로, 두 계는 밤하늘에서 약 0.71도 떨어져 있다. 이 둘은 서로 아무 관계 없는 독립된 항성계이다.

## 오리온자리 피1
오리온자리 피1은 지구로부터 약 1000 광년 떨어져 있으며 이중성이다. 분광형상 B0의 주계열 단계에 있으며 겉보기 등급은 4.39이다.

## 오리온자리 피2
오리온자리 피2는 겉보기 등급 4.09에 분광형상 K0의 거성이다. 지구로부터 약 117 광년 떨어져 있다.

## 어원
중동권에서는 오리온자리 피와 오리온자리 람다를 '알 하카'로 불렀으며 이는 '하얀 점'이라는 뜻이다.
동양에서는 오리온자리 피 인근 별들을 자수(觜宿, Zī Sù)로 불렀다. 여기에서 오리온자리 피1은 자수이(觜宿二, Zī Sù èr, 자수에서 두번째 별)로, 오리온자리 피2는 자수삼(觜宿三, Zī Sù sān, 자수에서 세번째 별)으로 불렸다.

## 참고 문헌
- “HD 36822 -- Spectroscopic Binary Star”. 《SIMBAD Astronomical Database》. 2006년 12월 10일에 확인함.
- “HD 37160 -- High Proper-motion Star”. 《SIMBAD Astronomical Database》. 2006년 12월 10일에 확인함.

1. ↑  《Star Names: Their Lore and Meaning》 Reprint판. New York, NY: Dover Publications Inc. 1963. 318쪽. ISBN 0-486-21079-0. 2011년 7월 16일에 확인함.
2. ↑  中國星座神話, 陳久金 지음. 台灣書房出版有限公司 출판, 2005, ISBN 978-986-7332-25-7.
3. ↑  “AEEA (Activities of Exhibition and Education in Astronomy) 天文教育資訊網, 2006-05-24”. 2011년 7월 16일에 원본 문서에서 보존된 문서. 2014년 11월 8일에 확인함.